# 天鵝絨分離

1968—1989年的捷克斯洛伐克包含捷克與斯洛伐克兩個共和國

天鵝絨分離（英語：Velvet Divorce）指自1993年1月1日起，原先的捷克斯洛伐克和平分裂為捷克和斯洛伐克。此名稱是來自1989年的天鵝絨革命，意為“如同天鵝絨一般順利絲滑的解決爭端”。

## 歷史

### 概述
共产党在捷克斯洛伐克的專制政府垮台後，捷克區域和斯洛伐克區域展開經濟自由化，造成的巨大貧富差距引起了斯洛伐克人的不滿，而對落後地區的過度補貼又引起了捷克人的不滿，該國議會在1992年11月23日通過了解體法案，並於同年12月31日和平解體。1993年1月1日，捷克共和國和斯洛伐克兩個獨立國家相繼誕生，不過它們的關係非但沒有因為分裂而惡化，反而迅速建交，並一直維持了友好的關係直到現在。

### 背景
第一次世界大战后，捷克斯洛伐克从奥匈帝国中分离，成为独立国家，捷克斯洛伐克誕生。1917年，托马斯·马萨里克和其他来自捷克与斯洛伐克的代表在匹兹堡的一次会议中签订了《匹兹堡协议》。《匹兹堡协议》确立了成立由捷克和斯洛伐克两个民族国家组成的邦联。不久之后，爱德华·贝奈斯提出了成立更为紧密的统一国家的想法，但有些斯洛伐克人拒绝接受这个思想。
二戰時期，1939年3月，在納粹德國的扶植下成立波希米亞和摩拉維亞保護國和斯洛伐克国，剝離自原本的捷克斯洛伐克，成為軸心國成員且為聽命於德國的僕從國。第二次世界大战结束后，蘇聯紅軍占領了捷克及斯洛伐克全境斯洛伐克共和国，捷克与斯洛伐克重新合併，然而在民主制度恢复仅仅三年后，1948年，捷克共产党在苏联支持下发动政变，夺取了政权。1960年进一步改组为捷克斯洛伐克社會主義共和國，成為一黨獨裁體制。
1968年，“布拉格之春”事件发生，之后实行联邦制，进入“正常化”时期，大力加强对经济落后的斯洛伐克地区的经济援助，让斯洛伐克地区与捷克地区的经济水平差别显著缩小。1970年至1985年间，捷克斯洛伐克全国国民人均收入增长了80%，而斯洛伐克地区的国民人均收入增长了超过3倍，增速为捷克地区5倍。捷克斯洛伐克全国工业产值增长95%，斯洛伐克地区工业产值增长150%。20世纪80年代末，斯洛伐克地区的国民人均收入达到捷克地区的90%，基本改变了经济落后地区的地位。但斯洛伐克人认为联邦政府是将污染环境的钢铁、石油、军工等重工业引入斯洛伐克，对联邦政府并不满意；而捷克人则认为政府一直在政策上倾斜，用捷克人的力量补贴斯洛伐克。此外，捷克和斯洛伐克地区缺少共同的社会融合管道，捷克人的主流思潮是反对联邦政府的政治体制，斯洛伐克人的主流思潮是环境保护和宗教自由。

### 天鹅绒革命
1989年11月，“天鹅绒革命”发生，捷克地区的革命主导力量是“公民论坛”，斯洛伐克地区则是“公众反暴力”组织，数星期后革命成功，捷共政權倒台，捷克人哈维尔当选为联邦总统，斯洛伐克人马里安·恰尔法当选联邦总理，斯洛伐克人杜布切克当选联邦议会议长。

### 和平解體
1991年，捷克地區的國民生產總值比斯洛伐克地區高20%。過往捷克地區會對斯洛伐克地區作出財務支援，但有關支援在1991年1月起停止。
不少捷克人及斯洛伐克人希望維持捷克斯洛伐克聯邦，但部份斯洛伐克政黨倡議建立一個鬆散聯盟，而斯洛伐克民族黨更想爭取斯洛伐克擁有完全獨立主權。相反，捷克政黨傾向政治統一，但沒有對斯洛伐克的分離要求施壓。
1992年，捷克總理瓦茨拉夫·克勞斯與斯洛伐克總理弗拉迪米尔·梅恰尔商討，關於繼續維持捷克和斯洛伐克聯邦共和國，抑或分別建立兩個獨立國家。雙方在1992年6月開展緊密及深入的商討。1992年7月17日，斯洛伐克議會宣佈斯洛伐克獨立。六日之後，克勞斯與梅恰尔在布拉提斯拉瓦的會談上同意將捷克斯洛伐克解體。傾向反對分家的聯邦總統哈維爾宣布請辭，由聯邦總理扬·斯特拉斯基代理其職。然而在1992年9月捷克斯洛伐克進行的民意調查，只有37%的斯洛伐克人及36%的捷克人贊成兩國分家。
最終，捷克及斯洛伐克通過一連串的商討完成和平分離。1992年11月13日，捷克斯洛伐克聯邦議會通過憲法法案541項，處理捷克及斯洛伐克分離後的領土及財產分配。同年11月25日聯邦議會通過的憲法法案542項，同意捷克斯洛伐克於1992年12月31日正式解體。
相對於蘇聯及南斯拉夫等前共產主義國家的解體過程涉及大量暴力衝突，而捷克斯洛伐克的解體過程則是完全非暴力，是唯一一個前共產主义國家能完全以非暴力手法處理國家分裂問題。